# Germán Tibor
Germán Tibor, születési és 1911-ig használt nevén Gutwillig Tibor (Budapest, 1888. október 25. – Budapest, Erzsébetváros, 1951. február 12.) fül-orr-gégész, egyetemi tanár.

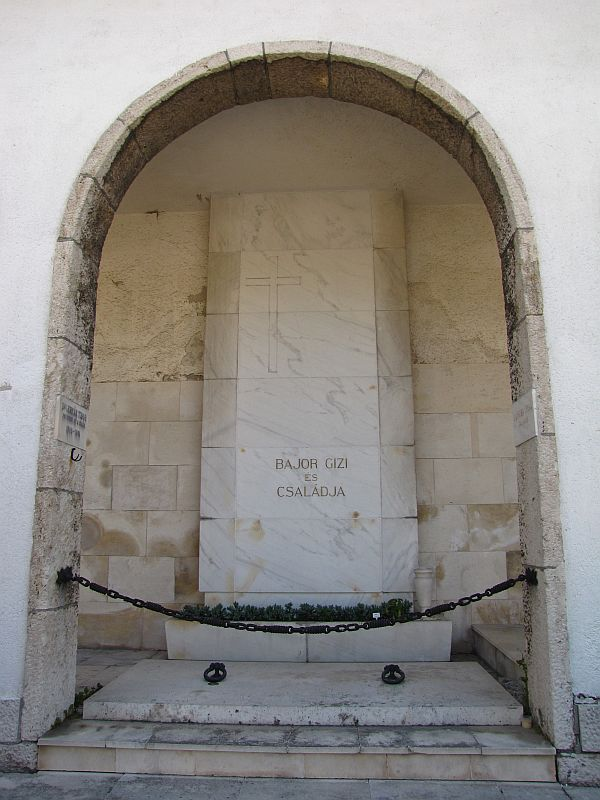
Bajor Gizivel közös sírja a Farkasréti temetőben (Ravatalozó 11. sírbolt)

## Életútja
Gutwillig Zsigmond (1850–1914) vállalkozó és Dick Julianna fiaként született. A budapesti VII. kerületi Magyar Királyi Állami Főgimnáziumában érettségizett (1906), majd 1906 és 1911 között a Budapesti Tudományegyetem Orvostudományi Karának hallgatója volt. Pályáját a Budapesti Tudományegyetem Bakteriológiai Intézetében kezdte, később az egyetemi fülklinikán volt gyakornok. 1918-ban ugyanitt tanársegéd. Az első világháború idején ezredorvosi kinevezést kapott. 1932-ben a Fülgyógyászati diagnosztika című tárgykörből magántanári képesítést szerzett. 1933-tól az Apponyi Albert Poliklinika Orr-, fül-, gégeosztályának főorvosa volt, majd 1945-től a budapesti Pázmány Péter Tudományegyetem nyilvános rendes tanára, 1946 augusztusától az Orr-, Gége- és Fülgyógyászati Klinika igazgatója.
1933-ban Budapesten házasságot kötött Bajor Gizi színművésznővel. A második világháború idején felesége bújtatta. Germán attól tartott, hogy felesége halálos beteg, ezért 1951. február 12-én megzavarodott elmével halálos adag morfiumot adott Bajornak, majd öngyilkos lett.
Az otolithmegbetegedéssel, az otogén agyi fertőzésekkel kapcsolatban végzett kutatásokat. Kidolgozott egy módszert a fél gége kiirtására. Sokáig használták a caloriás vestibularis reactio vizsgálatára való módosított eljárását. Publikált az Orvosi Hetilapban, a Gyógyászatban, és több külföldi szaklapban

## Művei
- A bakteriumok kreatinin termeléséről, mint differenciális jelenségről nehány nehezen elkülöníthető bakterium között. (Magyar Orvosi Archivum, 1912, 13.)
- A dobhártya perforatióinak trichloreczetsavval történt összenövesztéséről. (Budapesti Orvosi Újság, 1913, 4.)
- Meningococcus által előidézett genyes középfülgyuladás. (Orvosi Hetilap, 1916, 10.)
- Az otogen sinusthrombosissal kapcsolatos egyéb intracranialis szövődményekről az utolsó 10 év kórházi beteganyaga alapján. (Orvosi Hetilap, 1926, 40–41.)
- A spontán és a caloriás nystagmus mint centralis tünet. (Orvosképzés, 1932, 5.)
- A bakteriológiai lelet jelentősége heveny középfülgyulladásban. (Orvosképzés, 1933, 3.)
- A zaj károsító hatása a hallószervre. (Városi Szemle, 1933, 19.)
- Nagy kiterjedésű füleredetű extraduralis tályogok keletkezéséről és egy új műtéti eljárásról. (Orvosképzés, 1934, 4.)
- A kalóriás vestibularis reactio grafikus ábrázolása. (Orvosi Hetilap, 1936, 39.)
- A pyramissejtek gyulladásának szokatlan és súlyos szövődményei: a) a sinus cavernosus thrombosisának új műtéti eljárással gyógyított esete, b) tályog a belső hallójáratban. (Budapesti Orvosi Újság, 1938, 52.)
- Endothelioma a középfülben. (Budapesti Orvosi Újság, 1941, 6.)
- Tapasztalatok a félgége kiirtásáról. (Orvosok Lapja, 1945, 6.)
- A felső légutak gyulladásos megbetegedései korszerű megvilágításban. (Orvosok Lapja, 1948, 49.)
- Tapasztalatok a gégetuberculosis streptomycin-therápiájában. Nákó Andrással. (Orvosi Hetilap, 1949, 21.)

## Díjai, elismerései
- Arany koronás érdemkereszt a vitézségi érem szalagján (1916)[10]